# محطة قطار ميلتون موبراي
محطة قطار ميلتون موبراي (بالإنجليزية: Melton Mowbray railway station)‏‏ هي محطة قطار في المملكة المتحدة، تُشغلها قطارات إيست ميدلاند. افتُتحت هذه المحطة في 1846، ويبلغ عدد مسارات أرصفتها 2.